# Герард III (граф Камерино)
Герард III (итал. Gerardo III; погиб в 860) — граф Марси до 860 года и граф Камерино в 860 году.

## Биография
О жизни Герарда до 860 года ничего неизвестно. Лев Остийский в «Хронике монастыря Монтекассино» называл его графом Марси, феода на южных границах Сполетского герцогства, но не сообщает о его правлении никаких подробностей. Предполагается, что в 860 году Герард получил от императора Людовика II Итальянского графство Камерино, ставшее вакантным после смещения графа Хильдеберта.
Немного позднее, вероятно, уже в этом же году, Герард III вместе с герцогом Сполето Ламбертом II по просьбе гастальдов Майельпота из Телезии (современное Телезе-Терме) и Гвандельперта из Бояно принял участие в походе против эмира Бари Савдана, при полной бездеятельности Адельхиза разорявшего территорию его княжества. Однако, по свидетельству «Хроники Монтекассино», христианские военачальники не имели согласия между собой, их войско пришло на поле боя около Ариано-Ирпино утомлённое переходом и, атакованное сарацинами, обратилось в бегство. В сражении погибли Герард и оба гастальда, а также большое число воинов. Ламберту II удалось бежать. Благодаря одержанной победе, Савдан получил возможность и дальше беспрепятственно грабить земли Беневенто и Капуи.
О том, кто был непосредственным преемником Герарда III в Камерино, исторические источники ничего не сообщают. Следующим известным местным графом был Ламберт Лысый, первое упоминание о котором относится к 871 году.